# 3,4-Dimetoxitolueno
3,4-Dimetoxitolueno, homoveratrol, 4-metilveratrol, 1,2-dimetoxi-4-metilbenzeno, ou 4-metil-1,2-dimetoxibenzeno, é o composto orgânico, um diéter aromático, com a fórmula C9H12O2, fórmula linear CH3C6H3(OCH3)2, SMILES CC1=CC(=C(C=C1)OC)OC e massa molecular 152,19. Apresenta pponto de ebulição 133-135 °C a 50 mmHg, ponto de fusão 22-23 °C e densidade 1,051 g/mL a 25 °C.